# Labergement-lès-Seurre
Labergement-lès-Seurre és un municipi francès, situat al departament de la Costa d'Or i a la regió de Borgonya - Franc Comtat. L'any 2007 tenia 910 habitants.

## Demografia

### Població
El 2007 la població de fet de Labergement-lès-Seurre era de 910 persones. Hi havia 341 famílies, de les quals 73 eren unipersonals (53 homes vivint sols i 20 dones vivint soles), 118 parelles sense fills, 134 parelles amb fills i 16 famílies monoparentals amb fills.
La població ha evolucionat segons el següent gràfic:
Habitants censats

### Habitatges
El 2007 hi havia 406 habitatges, 340 eren l'habitatge principal de la família, 30 eren segones residències i 36 estaven desocupats. 387 eren cases i 14 eren apartaments. Dels 340 habitatges principals, 291 estaven ocupats pels seus propietaris, 42 estaven llogats i ocupats pels llogaters i 8 estaven cedits a títol gratuït; 1 tenia una cambra, 17 en tenien dues, 58 en tenien tres, 84 en tenien quatre i 180 en tenien cinc o més. 269 habitatges disposaven pel capbaix d'una plaça de pàrquing. A 142 habitatges hi havia un automòbil i a 178 n'hi havia dos o més.

### Piràmide de població
La piràmide de població per edats i sexe el 2009 era:
| Homes | Edats   | Dones |
| ----- | ------- | ----- |
| 0     | 95 o +  | 8     |
| 0     | 90 a 94 | 24    |
| 4     | 85 a 89 | 24    |
| 16    | 80 a 84 | 4     |
| 16    | 75 a 79 | 28    |
| 8     | 70 a 74 | 24    |
| 20    | 65 a 69 | 16    |
| 12    | 60 a 64 | 8     |
| 24    | 55 a 59 | 16    |
| 32    | 50 a 54 | 28    |
| 36    | 45 a 49 | 40    |
| 20    | 40 a 44 | 28    |
| 24    | 35 a 39 | 24    |
| 24    | 30 a 34 | 4     |
| 20    | 25 a 29 | 36    |
| 12    | 20 a 24 | 16    |
| 32    | 15 a 19 | 24    |
| 20    | 10 a 14 | 40    |
| 20    | 5 a 9   | 20    |
| 12    | 0 a 4   | 12    |

## Economia
El 2007 la població en edat de treballar era de 547 persones, 422 eren actives i 125 eren inactives. De les 422 persones actives 371 estaven ocupades (214 homes i 157 dones) i 51 estaven aturades (16 homes i 35 dones). De les 125 persones inactives 43 estaven jubilades, 32 estaven estudiant i 50 estaven classificades com a «altres inactius».

### Ingressos
El 2009 a Labergement-lès-Seurre hi havia 362 unitats fiscals que integraven 934,5 persones, la mediana anual d'ingressos fiscals per persona era de 17.800 €.

### Activitats econòmiques
Dels 36 establiments que hi havia el 2007, 1 era d'una empresa extractiva, 1 d'una empresa de fabricació d'altres productes industrials, 12 d'empreses de construcció, 8 d'empreses de comerç i reparació d'automòbils, 4 d'empreses de transport, 3 d'empreses d'hostatgeria i restauració, 2 d'empreses de serveis, 2 d'entitats de l'administració pública i 3 d'empreses classificades com a «altres activitats de serveis».
Dels 15 establiments de servei als particulars que hi havia el 2009, 1 era una oficina de correu, 2 tallers de reparació d'automòbils i de material agrícola, 2 paletes, 1 guixaire pintor, 3 fusteries, 2 lampisteries, 1 electricista i 3 restaurants.
L'any 2000 a Labergement-lès-Seurre hi havia 16 explotacions agrícoles que ocupaven un total de 485 hectàrees.

## Equipaments sanitaris i escolars
El 2009 hi havia 1 escola maternal i 1 escola elemental.

## Poblacions més properes
El següent diagrama mostra les poblacions més properes.